# Makrokylindrus
Makrokylindrus is een geslacht van zeekomma's dat behoort tot de familie Diastylidae. De wetenschappelijke naam van dit geslacht is voor het eerst geldig gepubliceerd in 1912 door Thomas Roscoe Rede Stebbing.

## Soorten
De volgende soorten zijn bij het geslacht ingedeeld:
- Makrokylindrus (Makrokylindrus) meteorae Mühlenhardt-Siegel, 2005[1]
- Makrokylindrus (Makrokylindrus) abyssalis Mühlenhardt-Siegel, 2014[2]
- Makrokylindrus (Adiastylis) renatae Mühlenhardt-Siegel, 2005
- Makrokylindrus (Adiastylis) duplosetosus Mühlenhardt-Siegel, 2005
- Makrokylindrus (Adiastylis) totzkei Mühlenhardt-Siegel, 2005
- Makrokylindrus (Adiastylis) aff. paramonod Mühlenhardt-Siegel, 2005[1]